# Kościół św. Ducha w Rawie Mazowieckiej
Kościół szpitalny pw. św. Ducha, obecnie ewangelicko-augsburski – jednonawowa świątynia kościoła Ewangelicko-Augsburskiego znajdująca się w Rawie Mazowieckiej. Ufundowana w średniowieczu jako niewielka kaplica, na przestrzeni dziejów była wielokrotnie przebudowywana. Pierwotnie pełniła rolę kaplicy szpitalnej. Współcześnie jest to kościół jednonawowy z dobudowaną wieżą. Pełni funkcję głównej siedziby lokalnej Parafii Ewangelicko-Augsburskiej.

## Rys historyczny
Fundatorem świątyni oraz szpitala był mieszczanin Mikołaj Paczotka. Pierwotnie kościół pełnił rolę kaplicy szpitalnej. W latach 1378 – 1823 był w posiadaniu Benedyktynów płockich. Była to niewielka kaplica, która z powodu narastającej ludności musiała zostać rozbudowana. Rozbudowa świątyni została zakończona jej konsekrowaniem przez biskupa kujawskiego Tomasza Ujejskiego w 1669.
Na początku XIX wieku wśród ludności napływającej do miasta znajdowały się rodziny luterańskie. W 1821 roku w Rawie mieszkało już blisko 314 rodzin ewangelickich. Po utworzeniu nieformalnej rady parafialnej, zaczęto starać się o przejęcie popadającego w ruinę kościoła św. Ducha. Po kilku latach starań świątynia stała się własnością ewangelickiej wspólnoty, a w 1828 przeprowadzono jej gruntowną renowację, oraz rozebrano przyległy do niej szpital (przytułek). Po niedługim czasie do kościoła dobudowano plebanię, w której mieściło się mieszkanie dla księdza oraz kantora.
Tragiczne w skutkach miały dla parafii wydarzenia z I wojny światowej. W wyniku działań wojennych uszkodzone zostały plebania oraz kościół. Przybyły w roku 1929 nowy proboszcz sprawił, że parafia na nowo odżyła. Odbudowano zabudowania kościelne. 31 maja 1931, z okazji stulecia parafii, zakupiono dwa dzwony, wyremontowano kościół i odrestaurowano jego wyposażenie.
Wybuch II wojny światowej przerwał odrodzenie się życia parafialnego. Kościół został zbombardowany. Brak duchownego oraz sporne kwestie dotyczące własności parafialnych spowodowały, że rawscy ewangelicy walczyli przez 7 lat o odzyskanie majątku kościelnego. 12 czerwca 1952 odbyło się pierwsze nabożeństwo w odbudowanej świątyni.

## Bezpośrednie otoczenie kościoła
Obok kościoła istniał kiedyś cmentarz. Prawdopodobnie grzebano na nim osoby zmarłe w szpitalu. Został on teraz przekształcony w ogród parafialny z zabudową gospodarczą. Teren ogrodzony jest murem z cegły.